# Tricholaena capensis
Tricholaena capensis är en gräsart som först beskrevs av Martin Heinrich Karl von Lichtenstein, Johann Jakob Roemer och Schult., och fick sitt nu gällande namn av Christian Gottfried Daniel Nees von Esenbeck. Tricholaena capensis ingår i släktet Tricholaena och familjen gräs. Utöver nominatformen finns också underarten T. c. arenaria.